# Werkzeugmaschinenkombinat „7. Oktober“
Der VEB Werkzeugmaschinenkombinat „7. Oktober“ Berlin war ein Kombinat in der Deutschen Demokratischen Republik.
Die Betriebe des Kombinats, welches nach dem Tag der Republik benannt war, waren Hersteller von Werkzeugmaschinen mit Fokus auf der Bearbeitung von rotationssymmetrischen Teilen. Dies betraf Drehmaschinen, Schleifmaschinen und Verzahnmaschinen. Die Kombinatsbetriebe nutzten die Marke Niles, die der ehemaligen Niles Werkzeugmaschinen GmbH entsprang, welche den Ursprung des Stammbetriebs und weiterer Kombinatsbetriebe darstellte.

## Geschichte
Nach Auflösung der VVB Werkzeugmaschinen und Werkzeuge (WMW) 1969 wurde das Kombinat neben dem Werkzeugmaschinenkombinat „Fritz Heckert“ Karl-Marx-Stadt, dem Kombinat Umformtechnik „Herbert Warnke“ Erfurt und dem Werkzeugkombinat Schmalkalden zur leitenden Organisation des Werkzeug- und Werkzeugmaschinenbaus der DDR.
Das Kombinat unterstand dem Ministerium für Werkzeug- und Verarbeitungsmaschinenbau. Weitere zentral geleitete Kombinate im Zuständigkeitsbereich dieses Ministeriums sind in der Liste von Kombinaten der DDR aufgeführt.
Im Zuge der Wende und der anschließenden Wiedervereinigung wurde das Kombinat 1990 aufgelöst und seine Betriebe wurden privatisiert. Der Berliner Stammbetrieb, der vormals als VEB Großdrehmaschinenbau „7. Oktober“ und VEB Deutsche Niles-Werke firmierte, wurde 1993 durch Fritz Werner Werkzeugmaschinen übernommen. Nach einer Insolvenz 1996 wurden die Niles-Werke im Folgejahr von der Coburger Kapp GmbH gekauft.
Der Chemnitzer Niles-Standort, der vormals als Großdrehmaschinenbau „8. Mai“ Karl-Marx-Stadt firmierte, und Rasoma Döbeln wurden in der NSH Technology (ehemals Niles-Simmons Industrieanlagen GmbH) zusammengeschlossen. Der VEB Drehmaschinenwerk Leipzig wurde zu Pittler-Tornos, dessen Leipziger Standort 1999 von EMAG übernommen wurde.

## Zugehörige Betriebe
Zum Kombinat gehörten zuletzt die folgenden Betriebe:
- VEB Werkzeugmaschinenkombinat „7. Oktober“ Berlin, Stammbetrieb
  - Anlagenexport Außenstelle Karl-Marx-Stadt
  - Bauprojektierung Karl-Marx-Stadt
  - Feinblech Berlin
  - Technologische Projektierung Leipzig
- VEB Drehmaschinenwerk Leipzig
- VEB Gießerei „Rudolf Harlaß“ Karl-Marx-Stadt
- VEB Großdrehmaschinenbau „8. Mai“ Karl-Marx-Stadt
- VEB Ingenieurbetrieb Berlin
- VEB Mikrosa Leipzig
- VEB NILES Consult Industrievertretungen
- VEB NILES Elektronik Eisenach
- VEB NILES Preßluftwerkzeuge Berlin; (bis 1974 im Werkzeugkombinat Schmalkalden)
- VEB NILES Stellantriebe Dresden
- VEB RASOMA Döbeln
- VEB Schalterelektronik Bad Wilsnack
- VEB Schleifkörper-Union Dresden
- VEB Schleifmaschinenwerk Karl-Marx-Stadt
- VEB Werkzeugmaschinenfabrik Berlin-Marzahn
  - Direktorat Konsumgüterproduktion
- VEB Werkzeugmaschinenfabrik „Hermann Matern“ Magdeburg
- VEB Zahnschneidemaschinenfabrik MODUL Karl-Marx-Stadt